# Synagoga w Różanie
Synagoga w Różanie – synagoga znajdująca się w miasteczku Różana przy ulicy Jakuba Kołasa 6.

## Historia
Synagoga została zbudowana w 1648 jako kopia słonimskiej synagogi wykonana w skali 1:3. Jest to parterowy budynek na wysokim podmurowaniu, elewacje dekorowane są pilastrami, gzymsami oraz obramieniami okien o okształcie półkoli. Wewnątrz zachowały się jeszcze ścienne malowidła i napisy. Bóżnica działała nieprzerwanie do 1940, po czym została zamknięta przez władze radzieckie.
W 1915 w Różanej urodził się Icchak Szamir – przyszły premier Izraela.

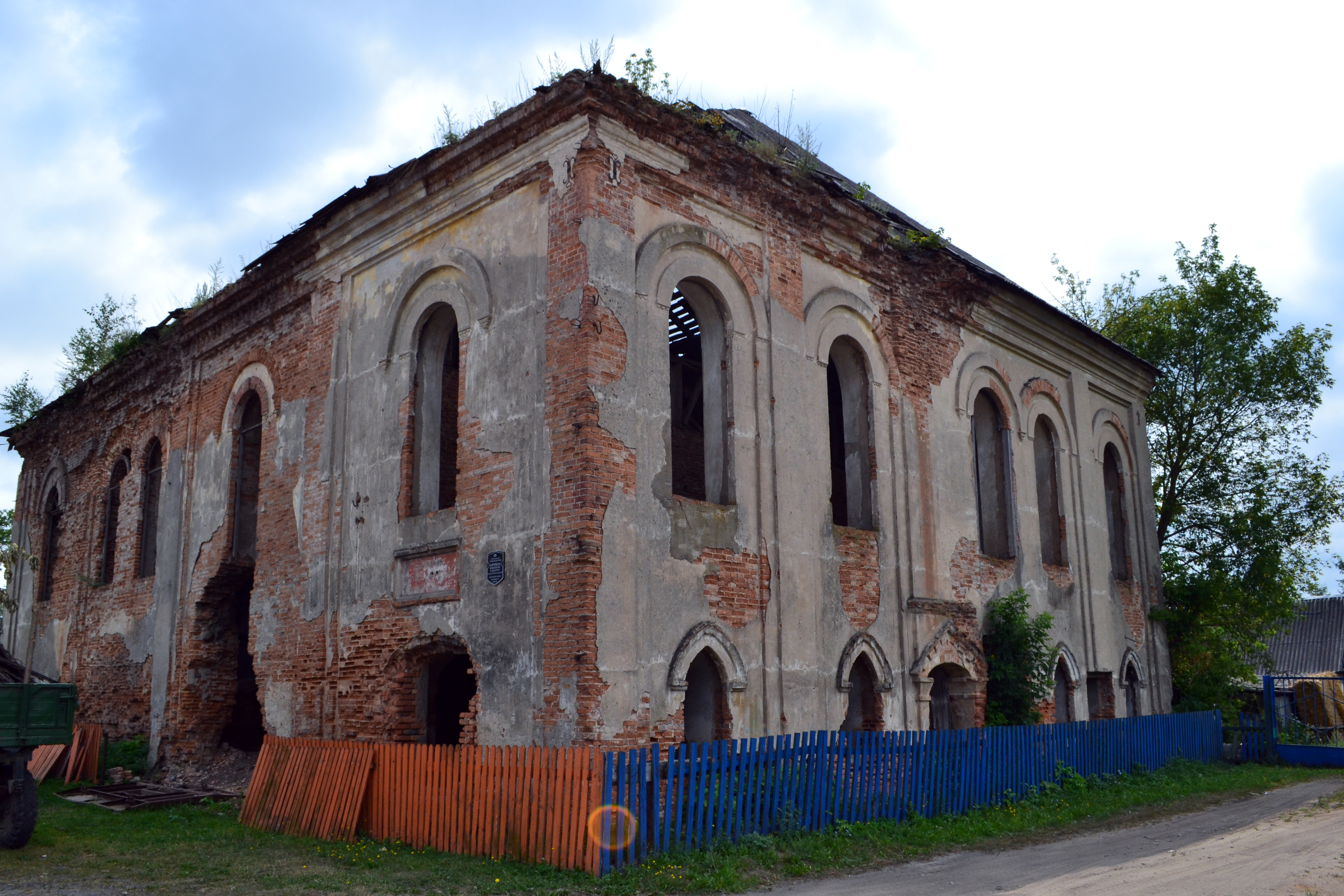
Synagoga w 2012 roku